# 大眼鯛科
大眼鯛科為輻鰭魚綱鱸形目的其中一個科。

## 分布
本科魚類主要分布於印度太平洋、大西洋區的熱帶、亞熱帶之珊瑚礁或岩礁海域。

## 特徵
本科魚類體長橢圓形，顯然側扁；頭大，吻短，眼大，口裂大近於垂直；上下頷、鋤骨、顎骨有絨毛狀齒帶，舌上無齒。鼻孔每側2個，後鼻孔近於眼徑前緣，為一大裂孔。魚體除吻端外，密被粗雜小鱗。側線完全；背鰭1枚；胸鰭小，圓或尖形。生活時多為鮮豔之緋紅色，屬熱帶或亞熱帶之深海中型魚類。

## 分類
大眼鯛科其下分4個屬，如下：

### 牛目鯛屬（Cookeolus）
- 日本牛目鯛（Cookeolus japonicus）：又稱日本大眼鯛。

### 異大眼鯛屬（Heteropriacanthus）
- 血斑異大眼鯛（Heteropriacanthus cruentatus）：又稱灰鰭異大眼鯛。

### 大眼鯛屬（Priacanthus）
- 巨大眼鯛（Priacanthus alalaua）
- 砂大眼鯛（Priacanthus arenatus）
- 布氏大眼鯛（Priacanthus blochii）
- 深水大眼鯛（Priacanthus fitchi）
- 寶石大眼鯛（Priacanthus hamrur）：又稱金目大眼鯛。
- 大眼鯛（Priacanthus macracanthus）：又稱短尾大眼鯛。
- 米氏大眼鯛（Priacanthus meeki）
- 紅身大眼鯛（Priacanthus nasca）
- 長身大眼鯛（Priacanthus prolixus）
- 高背大眼鯛（Priacanthus sagittarius）
- 曳絲大眼鯛（Priacanthus tayenus）：又稱長尾大眼鯛。
- 黃鰭大眼鯛（Priacanthus zaiserae）
- †劉氏大眼鯛 （Priacanthus liui）

### 鋸大眼鯛屬（Pristigenys）
- - 短鋸大眼鯛（Pristigenys alta）
  - 麥氏大鱗大眼鯛（Pristigenys meyeri）：又稱紅線鋸大眼鯛。
  - 大鱗大眼鯛（Pristigenys niphonia）：又稱日本鋸大眼鯛。
  - 鋸大眼鯛（Pristigenys serrula）

## 生態
本科魚類為肉食性魚類，棲息於珊瑚礁或岩礁海域為典型的夜行性魚類，深度範圍也較深，或單獨或成群游動，體色變化大。以蝦、蟹、小魚為食。

## 經濟利用
為鮮美的食用魚，作生魚片或煮薑絲清湯皆可。